# June Haverly
《June Haverly》는 남아프리카공화국 출생의 오스트레일리아의 가수이자 송라이터인 트로이 시반이 스스로 발매한 두 번째 익스텐디드 플레이로, 2012년 6월 22일에 발매하였다.
제목의 뜻은 자신이 태어난 달 6월(June)과 자신의 어머니가 결혼하기 전에 사용하였던 성 하벌리(Haverly)에서 따왔다.

## 트랙 리스트
| #  | 제목                 | 작사·작곡                 | 재생 시간 |
| -- | -------------------- | ------------------------- | --------- |
| 1. | 〈Make You Love Me〉 | 시반                      | 2:09      |
| 2. | 〈June Haverly〉     | 시반                      | 2:39      |
| 3. | 〈She's 22〉         | 노라 존스 & 브라이언 버튼 | 3:09      |